# داني شوارز
داني شوارز (بالألمانية: Danny Schwarz)‏ (11 مايو 1975 بغوبينغن في ألمانيا - ) هو لاعب كرة قدم ألماني في مركز الوسط. شارك مع منتخب ألمانيا تحت 21 سنة لكرة القدم ومنتخب ألمانيا ب لكرة القدم ‏. أما مع النوادي، فقد لعب مع بايرن ميونخ الثاني وميونخ 1860 ونادي شتوتغارت ونادي كارلسروه ونادي أونترهاخينغ و.

## وصلات خارجية
- داني شوارز على موقع قاعدة بيانات كرة القدم.إي يو (الإنجليزية)
- داني شوارز على موقع بيانات كرة القدم. دي إي (الألمانية)